# Artistes de lligar
Artistes de lligar (PUA, pick up artist en anglès) són els membres de la comunitat de seducció, una subcultura d'homes heterosexuals, sobretot a través d'Internet, que s'esforcen per millorar l'èxit i accés sexual amb les dones. Existeix principalment a través de fòrums, i un centenar de clubs locals, coneguts com a lairs.

## Història
Els orígens dels artistes de lligar es remunten a Ross Jeffries, que promovia un recull de tècniques de programació neurolingüística (PNL) anomenades seducció ràpida (speed Seduction en anglès). Es van establir altres gurus sense contactes amb els altres. El 1994, Lewis De Payne, llavors un estudiant de Jeffries, va fundar el grup de notícies alt.seduction.fast (ASF), que va donar lloc a una xarxa d'altres fòrums de discussió a internet, llistes de correu electrònic, blogs, i llocs on les tècniques de seducció podrien ser intercanviades.
A finals de la dècada de 1990 era coneguda només per poc més d'una dotzena d'homes, alumnes de Jeffriess majoritàriament. A causa de la complexitat de les tècniques de programació neurolingüística, un jove seductor canadenc sota el pseudònim Mystery va començar a guanyar protagonisme amb les seves aportacions en el fòrum de "fastseduction". Va ser Mystery qui va proposar una de les primeres alternatives a la complexa metodologia utilitzada per Ross jeffriess. Mystery afirmava haver trobat un nou mètode, molt més efectiu i senzill d'aprendre i portar a la pràctica que el que predicaven Jeffress i els seus alumnes. Això va fer que molts d'ells comencessin a interessar-se per les teories de Mystery, cada vegada més populars. Fins i tot va crear el seu propi fòrum privat, anomenat Mystery Method Forum.
El 2001, un altre deixeble de Jeffriess, Eben W. Pagan, conegut a la Comunitat primer com Sysonpyh, i a partir de 2001 com David DeAngelo, va decidir separar-se i desenvolupar una alternativa a Ross jefrieess i Mystery. Mentre Jeffriess es basava en la hipnosi i en la PNL, Mystery en el mètode o joc indirecte, David DeAngelo desenvolupar el concepte de Cocky & Funny (arrogant i graciós) que va plasmar en el seu llibre Double your Dating. Es basava en el fet que havia comprovat que les dones se sentien especialment atretes cap al tipus d'homes que mostraven una personalitat arrogant i graciosa. És a dir, els que posseïen unes característiques notables de lideratge, confiança, humor i independència, que els feien mostrar amb un toc arrogant i divertit que tant atreia les dones La figura de l'arrogant i graciós David DeAngelo la va descobrir basant-se en l'observació directa dels seductors naturals.
D'altra banda, va començar després a sobresortir dins de la comunitat americana, Wayne Elise, conegut com a Juggler, també membre de la comunitat de Jeffriess. Va ser, després de Mystery, el segon seductor en impartir seminaris i tallers pràctics als Estats Units, amb una metodologia diferent dels anteriors. Juggler basava el seu mètode en la connexió emocional amb les persones, evitant l'ús de qualsevol material preparat que no facilitava la connexió entre home i dona. Es basava en la tensió sexual entre els dos, partint de la conversa, ajudat per un toc de diversió. Va anomenar això la "ciència del carisma".
Aquesta comunitat de seducció que s'anomenaven a si mateixos Pick Up Artist, en la qual anava guanyant cada vegada més pes i força el mètode Mystery sobre la resta, i en què es donava per conclòs el monopoli de Ross Jeffriess, en poder optar els nous i antics membres per altres metodologies diferents per seduir les dones, es va fer mundialment coneguda el 2005 a través del periodista i escriptor Strauss.
Amb el pas dels anys, altres mestres de seducció van emergir competint amb mètodes diferents, i van arribar a ser coneguts dins d'aquesta comunitat com "gurus de la seducció" o "gurus".
El 2005, Neil Strauss, un escriptor i periodista, deixeble de Mystery, va escriure "The Game: Penetrating the Secret Society of Pickup Artists", una exposició de les comunitats de seducció. El llibre va arribar a la llista de best-sellers del New York Times, i va popularitzar la seducció i els artistes de lligar a un públic més ampli. "La Comunitat" es va publicitar encara més amb el programa de televisió "The Pick Up Artist" al canal nord-americà VH1, presentat per Mystery.